# 神奈川県道704号秦野停車場線

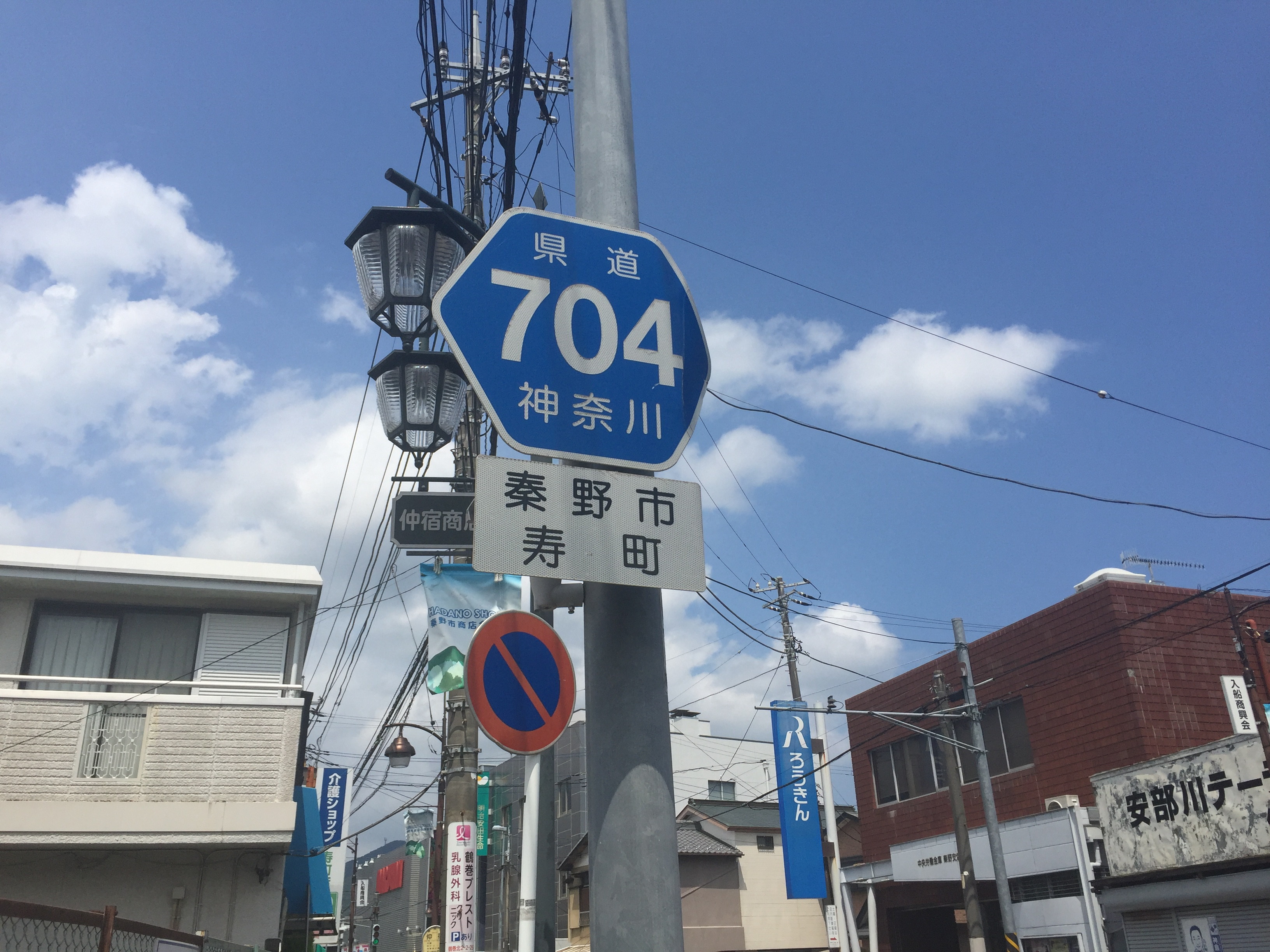
県道番号標示（秦野市寿町）

神奈川県道704号秦野停車場線（かながわけんどう704ごう はだのていしゃじょうせん）は、神奈川県秦野市の小田急小田原線秦野駅北口から同市落合の国道246号に至る県道である。

## 概要
- 起点：神奈川県秦野市今川町（小田急小田原線 秦野駅北口）
- 終点：神奈川県秦野市落合（国道246号、名古木交差点）
- 延長：1.6km
- Google マップ

## 路線状況
秦野市の商業の中心である本町四ツ角を通り、イオン秦野店（ジョイフルタウン秦野）のわきを通っているが、車線は片側1車線ずつしかなく、信号が多いため、混雑していることが多い。

### 橋梁
- 秦野橋（水無川）
- 入船橋（金目川）

## 地理

### 交差する道路
- 神奈川県道705号堀山下秦野停車場線（まほろば大橋南詰）
- 神奈川県道705号堀山下秦野停車場線（本町四ツ角交差点）
- 神奈川県道71号秦野二宮線（落合交差点）
- 国道246号（名古木交差点）
- 神奈川県道70号秦野清川線（名古木交差点）